# Emília Freitas
Emília Freitas (Aracati, 1855–Manaus, 18 de octubre de 1908) fue una novelista, poeta y profesora brasileña. Escribió la que se considera la primera novela fantástica brasileña, A Rainha do Ignoto (1899), sobre una sociedad utópica habitada por mujeres.

## Vida
Freitas nació en 1855, en Aracati, en la entonces provincia de Ceará. Era la hija del teniente coronel Antonio José de Freitas y de María de Jesús Freitas. Tras la muerte de su padre, la familia decide mudarse a Fortaleza, donde Freitas estudió francés, inglés, geografía y aritmética en una escuela privada.
Después, estudia en la Escuela Normal, convirtiéndose en maestra. En 1873 comenzó a escribir poemas para varios periódicos literarios de Ceará y Pará como O Libertador, O Cearense y O lyrio ea brisa. La mayoría de estos poemas fueron recopilados en el volumen titulado Canções do lar (1891). Un año más tarde, tras la muerte de su madre, se mudó a Manaus con su hermano, donde impartía clase en el Instituto Benjamin Constant para niños.
En 1900 se casa y regresa a su estado natal con su marido, el periodista Antonio Vieira, director del Jornal de Fortaleza. De Freitas participó activamente en la Sociedade das Cearenses Libertadoras, una sociedad abolicionista, incluso tomando la palabra en 1893 en la galería, este hecho fue muy aplaudido y reportado en los periódicos.
En 1899, publicó su obra principal, A Rainha do Ignoto, que se denominó "novela psicológica". El libro, sobre una isla utópica gobernada por una sociedad de mujeres, es considerado por algunos expertos como una de las obras pioneras del género fantástico en Brasil. Agotado desde su primer lanzamiento, su segunda edición en 1980 al ser redescubierto y objeto de estudios de la crítica literaria feminista.
El 18 de octubre de 1908, Emília Freitas murió en Manaus, a donde había regresado tras la muerte de su marido.

## Obras
- 1891- Canções do lar, poemas;
- 1899 - A Rainha do Ignoto, novela
- desconocido- O Renegado, novela